# WLE DT1 (Zweitbesetzung)
Der Dieseltriebwagen WLE DT1" der Westfälischen Landes-Eisenbahn wurde 1935 von der Waggon- und Maschinenbau Görlitz (WUMAG) Görlitz hergestellt und als Zweitbesetzung mit der Nummer DT1 versehen. Er war bis 1962 im Einsatz. Danach wurde er bis 1967 bei der Kahlgrund-Verkehrs-Gesellschaft eingesetzt und wurde 1967 ausgemustert.

## Geschichte
Nach den ersten Erfahrungen mit den seit 1928 im Einsatz befindlichen DT 1 und VT 2 wollte die Westfälische Landes-Eisenbahn ab Mitte der 1930er Jahre weitere Triebwagen beschaffen, um auf ihrem Schienennetz der zunehmenden Konkurrenz des Straßenverkehrs entgegenzutreten. Großer Wert wurde bei der Bestellung auf eine effektive Raumausnutzung sowie die Möglichkeit der Kupplung mit mehreren Fahrzeugen gelegt.
Auf der Grundlage der für die Deutsche Reichsbahn gebauten Fahrzeuge entwickelte die WUMAG einen für den Betrieb auf Privatbahnen geeigneten Dieseltriebwagen, der mit dem Tourismus in der Region sein vorrangiges Aufgabengebiet erhielt.
Der Triebwagen wurde 1935 ausgeliefert und in Warendorf stationiert. Der Kaufpreis des Triebwagens betrug 60000 Reichsmark. Mit ihm zusammen wurden mehrere Bei- und Steuerwagen gekauft; ein dreiachsiger in Verbindung mit dem WLE DT2 sowie vierachsige in Verwendung mit hier eingesetzten Reichsbahntriebwagen.
Nach 1950 wurde er einer Hauptuntersuchung unterzogen, bei der die Motoren getauscht und diverse Hilfsaggregate verbessert wurden. Das Aussehen wurde an das neue Schema der Westfälischen Landes-Eisenbahn angepasst. Als nach 1953 neue Triebwagen von der Waggonfabrik Uerdingen geliefert wurden, wurde er nach Stadtlohn beheimatet. Zwischendurch hatte er die neue Bezeichnung VT1011 erhalten.

## KVG VT 56
Nach der Einstellung des Personenverkehrs auf der Bahnstrecke Ahaus-Burgsteinfurth kam der Triebwagen 1962 betriebsfähig an die Kahlgrund-Verkehrs-Gesellschaft. Er wurde dort als VT 56 bezeichnet. 1967 wurde der Wagen ausgemustert und 1973 verschrottet.

## Konstruktive Merkmale
Der Triebwagen war als Sonderkonstruktion für Privatbahnen entwickelt worden und zeichnete sich durch niedrige Eigengewichte, niedrige Beschaffungs- sowie Betriebskosten sowie wirtschaftliche Betriebsführung aus. Das Untergestell war aus Stahlleichtbauprofilen verschweißt. Der Wagenkasten mit der geringen Länge wurde in der in Görlitz entwickelten Spantenbauart ebenfalls als Schweisskonstion ausgeführt. Der Triebwagen konnte bei Bedarf mit mehreren anderen gekuppelt werden. Für den Übergang waren an den Stirnseiten Übergangstüren vorhanden. Der Führerstand befand sich deshalb auf der rechten Fahrzeugseite und war durch eine Tür vom Fahrgastraum abgetrennt. Dieser war etwa gleich groß als Raucher/Nichtraucherabteil ausgeführt. Der Triebwagen führte die 3. Klasse.
Je eine Antriebsanlage war in jedem Drehgestell nach Bauart Görlitz III leicht untergebracht. Mit dem relativ großen Radstand von 3.200 mm war ein ruhiger Lauf des Triebwagens gewährleistet. Die Maschinenanlage bestand aus je einem Dieselmotor Daimler-Benz OM 67, dem ein Mylius-Getriebe in Viergangausführung nachgeschalten war. Nach der Hauptausbesserung um 1953 bestand die Motoranlage aus dem KHD F6M 513. Bei dieser Untersuchung wurden die Kraftstoffbehälter vergrößert sowie die 2. Klasse eingeführt. Beide Motoren waren wassergekühlt und wurden elektrisch angelassen.
Der Triebwagen war mit Zug- und Stoßeinrichtung versehen und wurde elektro-pneumatisch gesteuert. Zwei Batterien mit je 150 Ah enthielten die Energie für den Anlass- und den Zwischenkreis. Er besaß eine Warmwasserheizung, zwei Läutewerke sowie zwei Signalhörner. Die Sandstreueinrichtung war über acht Sandstreudüsen mit Druckluft ausgeführt.